# Schizaea rhacoindusiata
Schizaea rhacoindusiata är en ormbunkeart som beskrevs av Bierh. Schizaea rhacoindusiata ingår i släktet Schizaea och familjen Schizaeaceae. Inga underarter finns listade.